# NGC 6188
NGC 6188 est une nébuleuse en émission et par réflexion située dans la constellation de l'Autel. NGC 6188 a été découverte par l'astronome britannique John Herschel en 1836. Elle est aussi connue sous le nom de Dragons combattants de l'Autel.

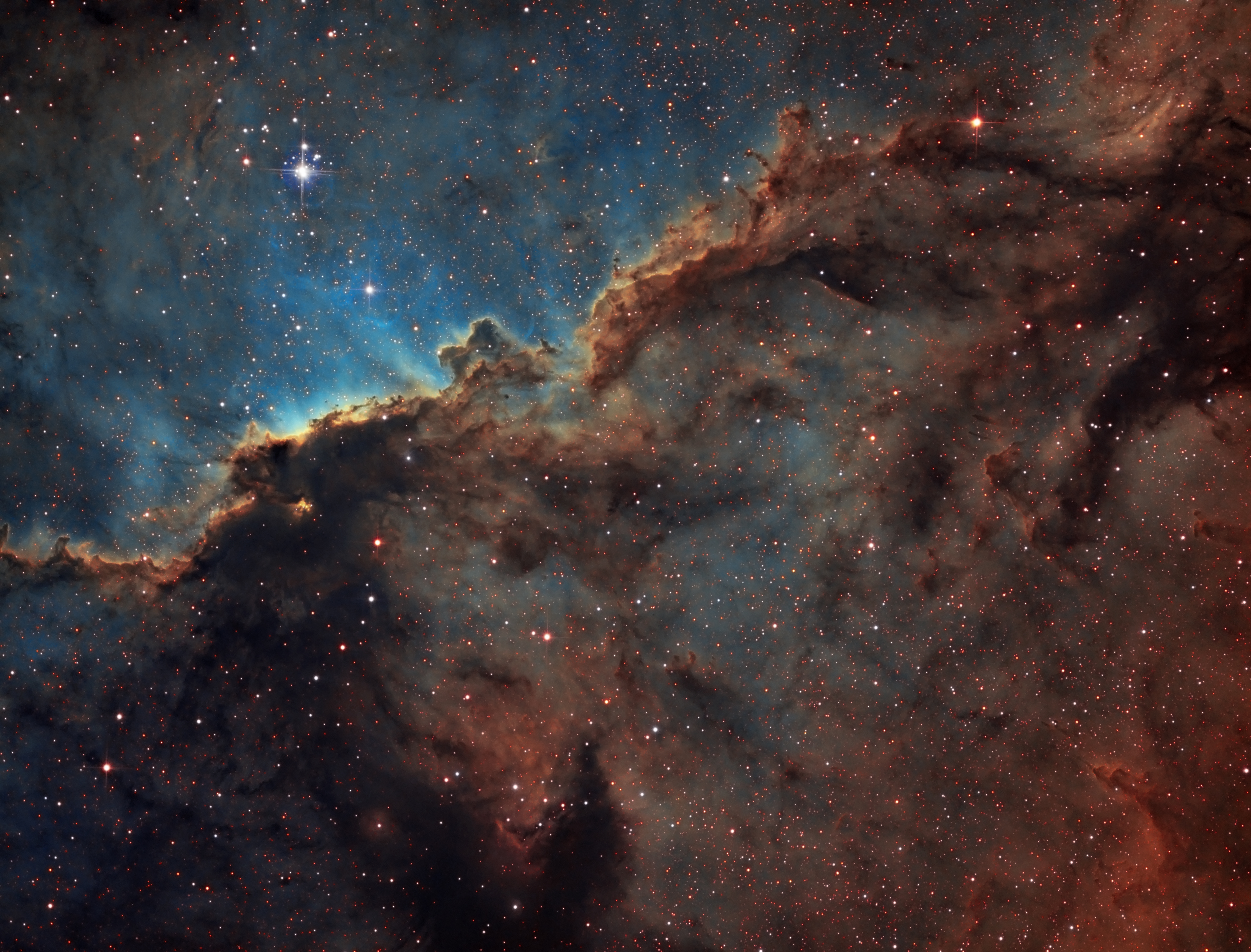
Astrophotographie de la nébuleuse NGC6188 en technique bande étroite et palette Hubble (SHO).

Cette nébuleuse tire son énergie des étoiles HD 150135 et HD 150136. Ces dernières font partie de l'amas ouvert NGC 6193 qui est le cœur de l'Association OB1 Ara,.

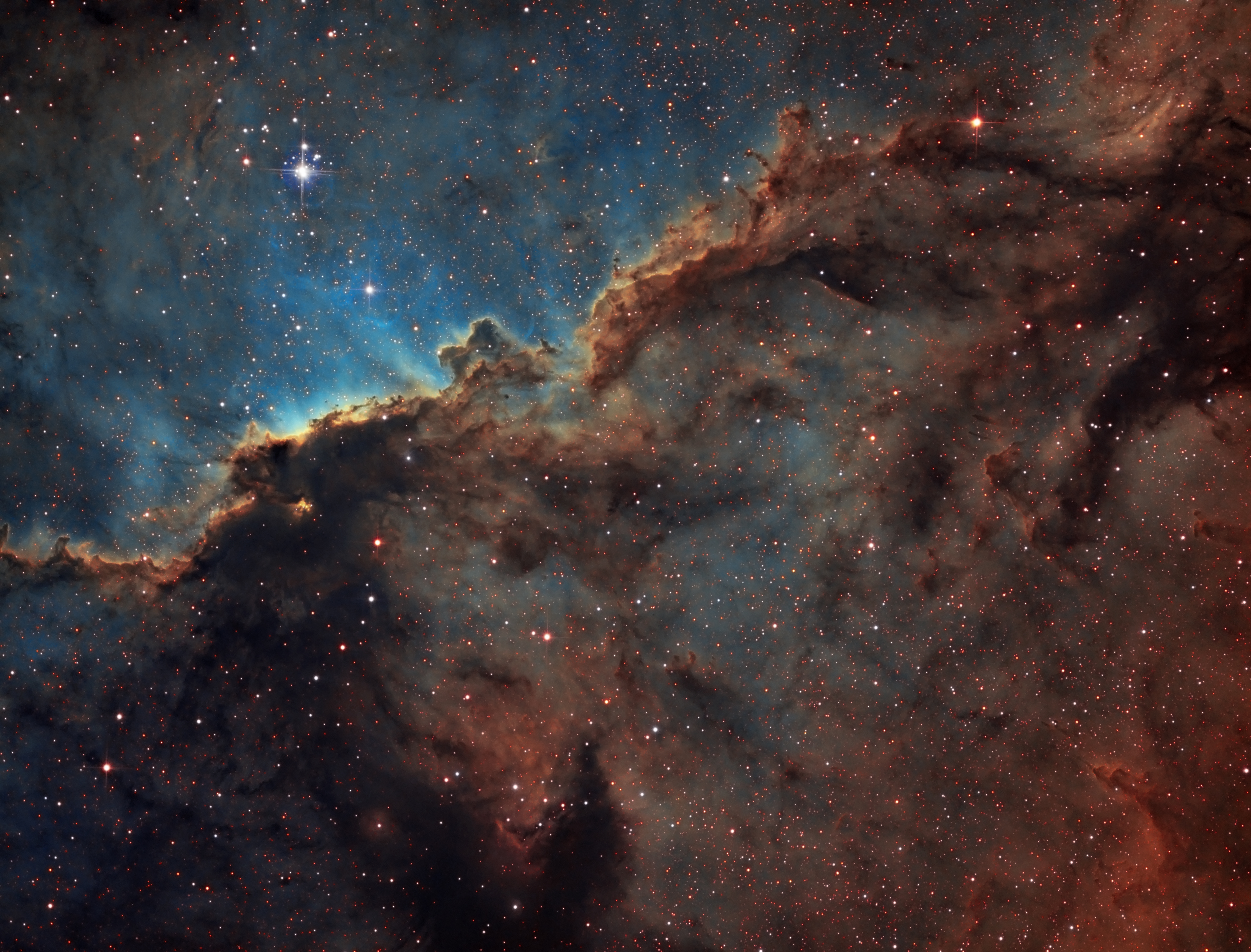
NGC 6188 représentée avec la technique de la bande étroite et la palette Hubble.
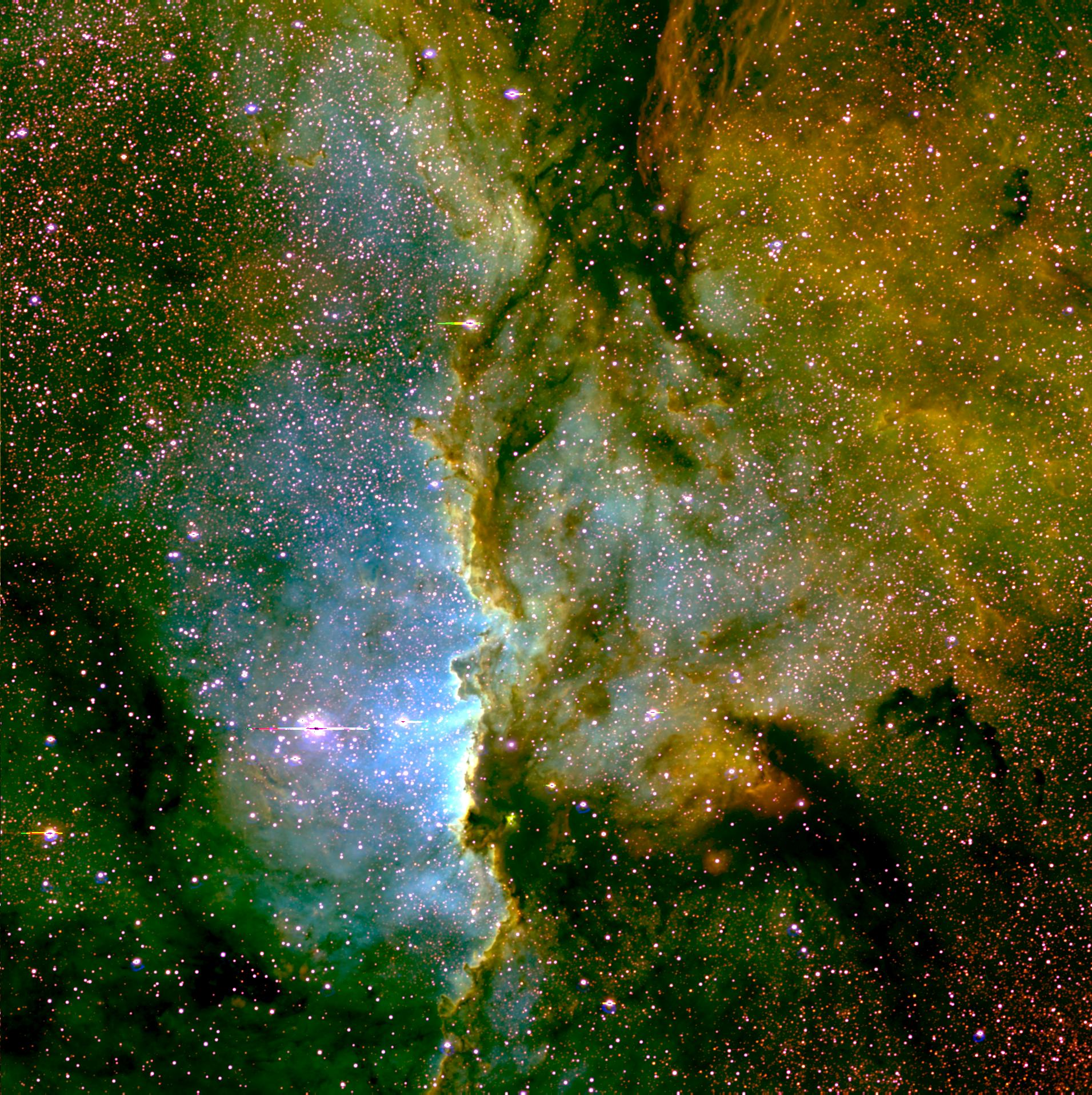
NGC 6188 et l'amas NGC 6193 (Observatoire interaméricain du Cerro Tololo).